# Els vampirs
Els vampirs (francès: Les Vampires) és una pel·lícula muda de serial cinematogràfic francesa del 1915–1916 escrita i dirigida per Louis Feuillade. Ambientat a París, és protagonitzat per Édouard Mathé, Musidora i Marcel Lévesque. Els personatges principals són un periodista i el seu amic que s'involucren en l'intent de descobrir i aturar una estranya banda subterrània d'Apaches, coneguda com Els vampirs (que no són els éssers mitològics que el seu nom suggereix). La sèrie consta de deu episodis, que varien molt en durada. Amb una durada aproximada de 7 hores, es considera una de les pel·lícules més llargues mai realitzades. Va ser produït i distribuït per la companyia Gaumont de Feuillade. A causa de les seves similituds estilístiques amb les altres sèries criminals de Feuillade Fantômas i Judex, les tres sovint són considerades una trilogia. Els intertítols dels episodis 3 i 4 han estat traduïts al català.
Per renovar l'èxit de l'anterior sèrie de Feuillade, Fantômas, i davant la competència de l'empresa rival Pathé, Feuillade va fer la pel·lícula de forma ràpida i econòmica amb molt poc guió escrit. En el seu llançament inicial, Les Vampires va rebre crítiques negatives per la seva dubtosa moralitat i la seva manca de tècniques cinematogràfiques en comparació amb altres pel·lícules. Tanmateix, va tenir un èxit massiu amb el seu públic de guerra, fent de Musidora una estrella del cinema francès. Des de llavors, la pel·lícula ha estat sotmesa a una nova avaluació i és considerada per molts com l'obra mestra de Feuillade i una obra mestra cinematogràfica. És reconegut pel desenvolupament de tècniques de suspens, adoptades per Alfred Hitchcock i Fritz Lang, i pel cinema d’avantguarda, inspirant Luis Buñuel i altres. S'inclou al llibre 1001 Movies You Must See Before You Die.

## Repartiment
- Édouard Mathé com Philippe Guérande, un periodista que investiga els vampirs.
- Marcel Lévesque com a Oscar-Cloud Mazamette, amic i company de feina de Guérande, que treballa encobert per als vampirs.
- Jean Aymé com a primer gran vampir, un mestre de la disfressa.
- Frederik Moriss com a Venomous, el tercer gran vampir, un geni químic.
- Fernand Herrmann com a Juan-José Moréno, cap d'un anell de lladres rival amb els vampirs. Moréno posseeix una mirada hipnòtica que utilitza per controlar les persones.
- Musidora com Irma Vep, successora dels líders dels vampirs, duu a terme molts dels plans de l'anell.
- Louis Leubas com Pare Silenci, un sord mut que treballa per als vampirs/Satanus, el segon gran vampir.
- Delphine Renot com Mme. Guérande, la mare de Philippe.
- Louise Lagrange com a Jane Bremontier, la promesa i posteriorment esposa de Philippe.
- Jeanne Marie-Laurent com a Mme. Brémontier, la mare de Jane.
- Germaine Rouer com a Augustine, vídua d'una víctima dels vampirs i eventual promesa de Mazamette.
- René Poyen com a Eustache, fill de Mazamette.
- Stacia Napierkowska com a Marfa Koutiloff, ballarina i primer amor de Philippe
- Rita Herlor com a senyora Simpson, multimilionària nord-americana.
- Émile Keppens com George Baldwin, un milionari nord-americà.
- Renée Carl com l'andalús.
- Suzanne Delvé com a Fleur-de-Lys, còmplice de Moréno.
- Miss Édith com a comtessa de Kerlor, un vampir.
- Georgette Faraboni com a ballarina dela vampirs.
- Suzanne Le Bret com a Hortense, la serventa de l'Irma.
- Maurice Luguet com a De Villemant.
- Paula Maxa com Laure.
- Gaston Michel com a Benjamin, el criat de Mazamette.
- Laurent Morléas com a gran oficial de l'exèrcit.
- Théodore Thalès com a magistrat.
- Jacques Feyder com a convidat a la festa.
- Françoise Rosay com a convidada a la festa.

## Episodis
|    | Títol                    | Estrena                | Durada   | Vídeo |
| -- | ------------------------ | ---------------------- | -------- | ----- |
| 1  | «La Tête Coupée»         | 13 de novembre de 1915 | 33 mins. |       |
| 2  | «La Bague Qui Tue»       | 13 de novembre de 1915 | 15 mins. |       |
| 3  | «Le Cryptogramme Rouge»  | 4 de desembre 1915     | 39 mins. |       |
| 4  | «Le Spectre»             | 7 de gener de 1916     | 30 mins. |       |
| 5  | «L'évasion Du Mort»      | 28 de gener de 1916    | 35 mins. |       |
| 6  | «Les Yeux Qui Fascinent» | 24 de març de 1916     | 54 mins. |       |
| 7  | «Satanus»                | 15 d'abril de 1916     | 46 mins. |       |
| 8  | «Le Maître de la Foudre» | 12 de maig 1916        | 52 mins. |       |
| 9  | «L'homme des Poisons»    | 2 de juny de 1916      | 48 mins. |       |
| 10 | «Les Noces Sanglantes»   | 30 juny 1916           | 60 mins. |       |

## Producció

### Desenvolupament i guió
El gènere de la sèrie criminal era popular i prolífic en aquell moment, i Feuillade havia tingut un gran èxit amb el seu treball anterior, la sèrie Fantômas. Se sospita que la producció de Les Vampires va començar quan Gaumont va saber que la companyia rival Pathé havia adquirit els drets per llançar el serial The Mysteries of New York, conegut a Amèrica com The Exploits of Elaine, i va sentir que havien de defendre la competència. Una altra sèrie nord-americana, The Perils of Pauline, s'havia popularitzat massivament des del llançament de Fantômas.
La idea de la banda criminal es va inspirar possiblement en la banda Bonnot, un grup anarquista molt avançat que va cometre delictes de perfil alt a París durant el 1911-1912. Feuillade va escriure el guió ell mateix, però ho va fer d’una manera molt simplista, normalment escrivint la premissa i confiant en els actors per omplir els detalls. No obstant això, els episodis posteriors van tenir més guions. També és inconsistent en alguns punts; per exemple, a "Satanas", Moréno ordena a un dels seus còmplices que escorcolli l'apartament de Mazamette, però mai no se'n parla ni esmenta de l'incident. L'estil s'ha comparat amb el d'una revista pulp (que posteriorment es va serialitzar). En un assaig sobre la pel·lícula, Fabrice Zagury va afirmar que "... la narració de Feuillade poques vegades s'origina a partir de principis de causa i efecte ... seguint camins laberíntics i en forma d'espiral". Cap dels episodis empra la mecànica del deixada en suspens, popularitzada per The Perils of Pauline.

### Rodatge i edició
La pel·lícula es va rodar principalment a París, i es diu que va ser feixuga, alguns actors van haver de marxar a causa dels esforços de guerra. Es va rodar de forma econòmica, com ho demostren la utilització de parets pintades per portes, la reutilització de mobles en els decorats de la pel·lícula i la seva dependència de l'estoc d'imatges per a plans més elaborats, com ara un transbordador que explota a Le Maître de la Foudre. Els episodis també es van produir molt ràpidament; S'ha estimat que hi hauria hagut un període de tres a quatre mesos entre el rodatge d'un episodi i el llançament. Feuillade fa poc ús de les tècniques cinematogràfiques més populars, la major part de la pel·lícula consisteix en preses llargues amb càmeres fixes amb l'ús ocasional d’un primer pla per mostrar detalls de la trama, com ara fotos o cartes. Això es va fer per donar a la pel·lícula un aspecte més "real". A causa de la manca de guions de Feuillade, moltes de les escenes van ser improvisades els dies del rodatge. Musidora, una antiga acròbata, va fer totes les seves pròpies escenes. El treball a la pel·lícula es va fer al mateix temps que la seva posterior sèrie Judex.

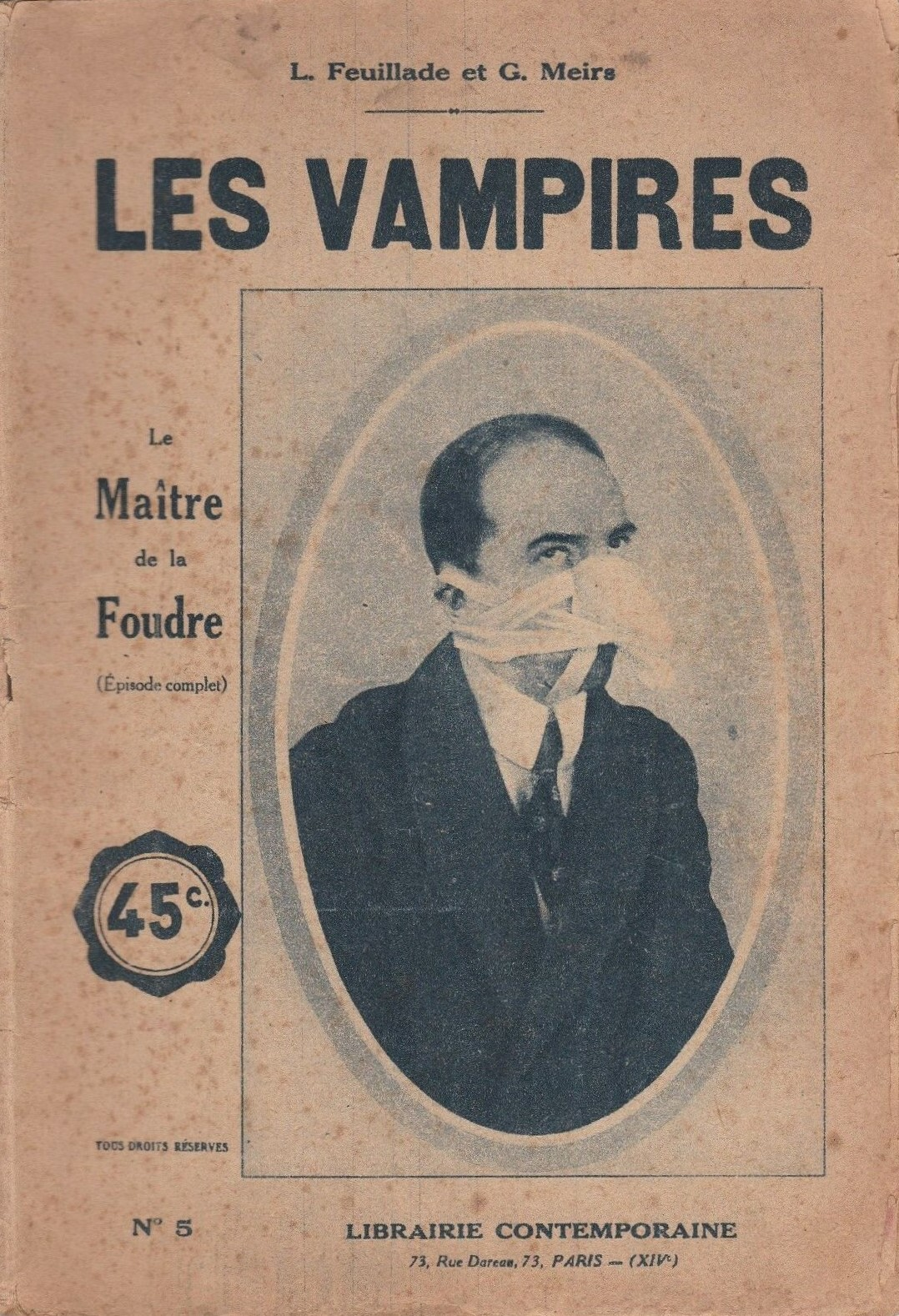
La portada de la novelització de l'episodi "Le Maître de la Foudre", mostrant Oscar-Cloud Mazamette amb els nas trencat

La pel·lícula utilitza tintat per descriure la il·luminació: ambre per a interiors amb llum natural, verd per a exteriors amb llum natural, blau per a escenes nocturnes i fosques i lavanda per a zones poc il·luminades (com ara clubs nocturns o matinades). Es destaca per la seva durada, poc menys de 400 minuts, i és considerada una de les pel·lícules més llargues mai realitzades. En el moment del seu llançament, era la segona pel·lícula més llarga mai feta, darrere de la pel·lícula cristiana de 1914 Foto-Drama de la Creació (480 minuts.)

## Estrena
Les Vampires es va serialitzar als cinemes francesos com deu episodis de durada diferent, els dos primers apareguts el 13 de novembre de 1915 i l'últim el 30 de juny de 1916. La pel·lícula es va projectar per primera vegada a Mèxic el 24 de maig de 1917 i es va estrenar als Estats Units aproximadament al mateix temps. La pel·lícula redescoberta fou reestrenada als Estats Units al Festival de Cinema de Nova York de 1965.
Tot i que la Primera Guerra Mundial limitava l'audiència de la pel·lícula (a diferència de amb Fantômas), va tenir un gran èxit a França, superant massivament la competència original de Pathé i la sèrie The Mysteries of New York. Es diu que gran part de l'èxit de la pel·lícula va ser la inclusió de Musidora com a antagonista d'Irma Vep, que encaixava bé amb els arquetips de "vamp" i "femme fatale", sovint comparant-se amb Theda Bara. Les forces policials, però, va condemnar la sèrie per la seva aparent glorificació del crim i la seva dubtosa moral. Alguns dels episodis van ser prohibits temporalment, però aquestes prohibicions es van retirar després d'una petici´ó personal de Musidora.
El 1916 Tallandier va publicar una novelització en set volums de Les Vampires, de Feuillade i George Meirs (com quatre diaris seguits de tres revistes).

## Promoció
La publicitat inicial de Les Vampires es feia misteriosament; el novembre de 1915, les parets de París es van arrebossar amb cartells que representaven tres cares emmascarades amb un signe d'interrogació com a llaç, i les preguntes "Qui? Quoi? Quand? Où ...?" ("Qui? Què? Quan? On ...?") per anunciar els dos primers episodis (llançats el mateix dia). Es van fer cartells posteriors per als episodis posteriors. Els diaris del matí van imprimir el següent poema:
| « | De les nits sense lluna són reis, la foscor és el seu regne. Portant la mort i sembrant terror, [aquí teniu el vol negre dels vampirs. Encoratjat de sang, viscós i gras. Van, aquells malvats vampirs amb grans ales de vel [de vellut, de fet], disposats no sols a fer el mal ... sinó a fer-ho encara pitjor. | » |

## Mitjans domèstics
El 16 de maig de 2000, la pel·lícula va ser publicada en DVD als Estats Units per Image Entertainment en dos discos, amb música de Robert Israel. Com a continguts addicionals d’aquesta versió hi ha els curtmetratges For the Children (recaptació de fons de guerra protagonitzada per l'elenc de Les Vampires) i Bout de Zan and the Shirker (una comèdia amb René Poyen), a més d'un assaig complementari sobre la pel·lícula The Public Is My Master de Fabrice Zagury. Gaumont va publicar una edició francesa especial restaurada el 22 de març del 2006. Conté 4 discos, i inclou un documental sobre Feuillade titulat Louis Feuillade at Work, una featurette sobre la restauració de la sèrie i un fulletó de 32 pàgines. El 24 de març de 2008 Artificial Eye va publicar una edició britànica de 3 discs, que inclou cinc curtmetratges i un nou acompanyament musical d'Éric le Guen. El 14 d'agost de 2012, Kino International va llançar una versió Blu-ray Disc en dos discos, remasteritzats de la restauració cinematogràfica de 35 mm de la Cinémathèque Française, amb una partitura musical de l'Orquestra de pel·lícules de Mont Alto i un tràiler de Fantômas.